# Gratiola virginiana
Gratiola virginiana là một loài thực vật có hoa trong họ Mã đề. Loài này được Carl von Linné mô tả khoa học đầu tiên năm 1753.